# Paris-Nice 2016
La 74e édition de Paris-Nice a eu lieu du 6 au 13 mars 2016. C'est la deuxième épreuve de l'UCI World Tour 2016.
L'épreuve a été remportée par le Britannique Geraint Thomas (Sky) qui s'impose respectivement de quatre et douze secondes devant l'Espagnol Alberto Contador (Tinkoff) et l'Australien Richie Porte (BMC Racing).
Un autre Australien Michael Matthews (Orica-GreenEDGE), vainqueur du prologue et de la deuxième étape s'adjuge le classement par points tandis que le Canadien Antoine Duchesne (Direct Énergie) remporte celui de la montagne et que la formation espagnole Movistar triomphe dans celui par équipes.

## Présentation

### Parcours
Comme depuis l'édition 2010, la Course au soleil débutera des Yvelines, par un prologue de 6,1 km dans les rues de Conflans-Sainte-Honorine. Le lendemain, le final sera marqué par 4,2 km de chemins de terre, « un vrai point d'interrogation pour les équipes et les coureurs » selon le directeur de course François Lemarchand, tandis que l'étape suivante est favorable aux sprinteurs. Ces deux étapes sont également propices aux bordures. La troisième étape est vallonnée et arrive au sommet du Mont Brouilly. Après une étape vallonnée, le point culminant de l'épreuve sera atteint lors de la première partie de la cinquième étape, avec le Chalet Reynard sur les pentes du Mont Ventoux. La suite de l'étape comprendra notamment un enchaînement de deux ascensions de deuxième catégorie à environ 40 km de l'arrivée. Le week-end final sera favorable aux grimpeurs. Le samedi, les coureurs graviront pas moins de sept montées répertoriées, dont trois dans les 40 derniers kilomètres. La journée se termine par la longue montée vers la Madone d'Utelle. Le dimanche, une étape autour de Nice est programmée, riche en ascensions et conclue par le Col d'Èze et la descente vers Nice,,. François Lemarchand décrit ce parcours comme « beaucoup plus dur que celui de l'an [précédent] ».

### Équipes
En tant qu'épreuve World Tour, les dix-huit WorldTeams participent à la course. L'organisateur Amaury Sport Organisation a communiqué la liste des trois équipes invitées le 19 janvier 2016. Il s'agit des quatre équipes continentales professionnelles françaises Cofidis, Delko-Marseille Provence-KTM, Direct Énergie et Fortuneo-Vital Concept.
Vingt-deux équipes participent à ce Paris-Nice - dix-huit WorldTeams et quatre équipes continentales professionnelles :
| UCI WorldTeams   | UCI WorldTeams | UCI WorldTeams |
| Nom de l'équipe  | Pays           | Code           |
| ---------------- | -------------- | -------------- |
| AG2R La Mondiale | France         | ALM            |
| Astana           | Kazakhstan     | AST            |
| BMC Racing       | États-Unis     | BMC            |
| Cannondale       | États-Unis     | CPT            |
| Dimension Data   | Afrique du Sud | DDD            |
| Etixx-Quick Step | Belgique       | EQS            |
| FDJ              | France         | FDJ            |
| Giant-Alpecin    | Allemagne      | TGA            |
| IAM              | Suisse         | IAM            |
| Katusha          | Russie         | KAT            |
| Lampre-Merida    | Italie         | LAM            |
| Lotto NL-Jumbo   | Pays-Bas       | TLJ            |
| Lotto-Fix ALL    | Belgique       | LTS            |
| Movistar         | Espagne        | MOV            |
| Orica-GreenEDGE  | Australie      | OGE            |
| Sky              | Royaume-Uni    | SKY            |
| Tinkoff          | Russie         | TNK            |
| Trek-Segafredo   | États-Unis     | TFS            |

| Équipes continentales professionnelles | Équipes continentales professionnelles | Équipes continentales professionnelles |
| Nom de l'équipe                        | Pays                                   | Code                                   |
| -------------------------------------- | -------------------------------------- | -------------------------------------- |
| Cofidis                                | France                                 | COF                                    |
| Delko-Marseille Provence-KTM           | France                                 | DMP                                    |
| Direct Énergie                         | France                                 | DEN                                    |
| Fortuneo-Vital Concept                 | France                                 | FVC                                    |

## Étapes
| Étape     | Date    | Villes étapes                                       | type                      | Distance (km) | Vainqueur d'étape     | Leader du classement général |
| --------- | ------- | --------------------------------------------------- | ------------------------- | ------------- | --------------------- | ---------------------------- |
| Prologue  | 6 mars  | Conflans-Sainte-Honorine – Conflans-Sainte-Honorine | prologue                  | 6,1           | Michael Matthews      | Michael Matthews             |
| 1re étape | 7 mars  | Condé-sur-Vesgre – Vendôme                          | étape de plaine           | 198           | Arnaud Démare         | Michael Matthews             |
| 2e étape  | 8 mars  | Contres – Commentry                                 | étape de plaine           | 213,5         | Michael Matthews      | Michael Matthews             |
| 3e étape  | 9 mars  | Cusset – mont Brouilly                              | étape vallonnée           | 168           | annulation de l'étape | Michael Matthews             |
| 4e étape  | 10 mars | Juliénas – Romans-sur-Isère                         | étape de plaine           | 195,5         | Nacer Bouhanni        | Michael Matthews             |
| 5e étape  | 11 mars | Saint-Paul-Trois-Châteaux – Salon-de-Provence       | étape de moyenne montagne | 198           | Alexey Lutsenko       | Michael Matthews             |
| 6e étape  | 12 mars | Nice – sanctuaire de la Madone d'Utelle             | étape de montagne         | 177           | Ilnur Zakarin         | Geraint Thomas               |
| 7e étape  | 13 mars | Nice – Nice                                         | étape de moyenne montagne | 134           | Tim Wellens           | Geraint Thomas               |

## Déroulement de la course

### Prologue
La course débute par un prologue plat de 6,1 km, disputé dans les rues de Conflans-Sainte-Honorine, dans les Yvelines.
| Classement de l'étape | Classement de l'étape | Classement de l'étape | Classement de l'étape | Classement de l'étape |
|                       | Coureur               | Pays                  | Équipe                | Temps                 |
| --------------------- | --------------------- | --------------------- | --------------------- | --------------------- |
| 1er                   | Michael Matthews      | Australie             | Orica-GreenEDGE       | en 7 min 39 s         |
| 2e                    | Tom Dumoulin          | Pays-Bas              | Giant-Alpecin         | + 1 s                 |
| 3e                    | Patrick Bevin         | Nouvelle-Zélande      | Cannondale            | + 2 s                 |
| 4e                    | Jesús Herrada         | Espagne               | Movistar              | + 6 s                 |
| 5e                    | Ion Izagirre          | Espagne               | Movistar              | + 6 s                 |
| 6e                    | Lieuwe Westra         | Pays-Bas              | Astana                | + 7 s                 |
| 7e                    | Geraint Thomas        | Royaume-Uni           | Sky                   | + 7 s                 |
| 8e                    | Dries Devenyns        | Belgique              | IAM                   | + 8 s                 |
| 9e                    | Sylvain Chavanel      | France                | Direct Énergie        | + 9 s                 |
| 10e                   | Jérôme Coppel         | France                | IAM                   | + 9 s                 |
| modifier              |                       |                       |                       |                       |

| Classement général | Classement général | Classement général | Classement général | Classement général |
|                    | Coureur            | Pays               | Équipe             | Temps              |
| ------------------ | ------------------ | ------------------ | ------------------ | ------------------ |
| 1er                | Michael Matthews   | Australie          | Orica-GreenEDGE    | en 7 min 39 s      |
| 2e                 | Tom Dumoulin       | Pays-Bas           | Giant-Alpecin      | + 1 s              |
| 3e                 | Patrick Bevin      | Nouvelle-Zélande   | Cannondale         | + 2 s              |
| 4e                 | Jesús Herrada      | Espagne            | Movistar           | + 6 s              |
| 5e                 | Ion Izagirre       | Espagne            | Movistar           | + 6 s              |
| 6e                 | Lieuwe Westra      | Pays-Bas           | Astana             | + 7 s              |
| 7e                 | Geraint Thomas     | Royaume-Uni        | Sky                | + 7 s              |
| 8e                 | Dries Devenyns     | Belgique           | IAM                | + 8 s              |
| 9e                 | Sylvain Chavanel   | France             | Direct Énergie     | + 9 s              |
| 10e                | Jérôme Coppel      | France             | IAM                | + 9 s              |
| modifier           |                    |                    |                    |                    |

### 1reétape
Après quelques kilomètres en direction du sud-ouest, le parcours vire à angle droit vers le sud-est. Une fois une quarantaine de kilomètres parcourus, la route réalise une longue traversée des plaines de la Beauce globalement vers le sud-ouest, avec notamment le premier sprint intermédiaire au km 104. Après une courte séquence vers le sud-est, les coureurs entrent sur le circuit final au km 173,5. 1,5 km plus loin, est programmé un chemin de terre long de 1 350 m, le chemin de le Tourteline. La côte du chemin du Tertre de la Motte (1 km à 3,7 %), classé en troisième catégorie et dont le sommet est au km 180,5, animera la fin du circuit. Un chemin de terre long de 750 m occupe la fin de la montée et déborde un peu de celle-ci. Un sprint intermédiaire est disputé lors du premier passage sur la ligne d'arrivée au km 184. Les coureurs effectuent alors un second tour de circuit. L'arrivée est jugée à Vendôme, après 198 km de course depuis Condé-sur-Vesgre, à travers les Yvelines, l'Eure-et-Loir et le Loir-et-Cher.
| Classement de l'étape | Classement de l'étape | Classement de l'étape | Classement de l'étape | Classement de l'étape |
|                       | Coureur               | Pays                  | Équipe                | Temps                 |
| --------------------- | --------------------- | --------------------- | --------------------- | --------------------- |
| 1er                   | Arnaud Démare         | France                | FDJ                   | en 4 h 29 min 53 s    |
| 2e                    | Ben Swift             | Royaume-Uni           | Sky                   | m.t                   |
| 3e                    | Nacer Bouhanni        | France                | Cofidis               | m.t                   |
| 4e                    | Adrien Petit          | France                | Direct Énergie        | m.t                   |
| 5e                    | Michael Matthews      | Australie             | Orica-GreenEDGE       | m.t                   |
| 6e                    | Tom Boonen            | Belgique              | Etixx-Quick Step      | m.t                   |
| 7e                    | Sep Vanmarcke         | Belgique              | Lotto NL-Jumbo        | m.t                   |
| 8e                    | Simon Geschke         | Allemagne             | Giant-Alpecin         | m.t                   |
| 9e                    | Jonas Van Genechten   | Belgique              | IAM                   | m.t                   |
| 10e                   | Geraint Thomas        | Royaume-Uni           | Sky                   | m.t                   |
| modifier              |                       |                       |                       |                       |

| Classement général | Classement général | Classement général | Classement général | Classement général |
|                    | Coureur            | Pays               | Équipe             | Temps              |
| ------------------ | ------------------ | ------------------ | ------------------ | ------------------ |
| 1er                | Michael Matthews   | Australie          | Orica-GreenEDGE    | en 4 h 37 min 30 s |
| 2e                 | Tom Dumoulin       | Pays-Bas           | Giant-Alpecin      | + 3 s              |
| 3e                 | Patrick Bevin      | Nouvelle-Zélande   | Cannondale         | + 4 s              |
| 4e                 | Ion Izagirre       | Espagne            | Movistar           | + 8 s              |
| 5e                 | Geraint Thomas     | Royaume-Uni        | Sky                | + 8 s              |
| 6e                 | Lieuwe Westra      | Pays-Bas           | Astana             | + 9 s              |
| 7e                 | Dries Devenyns     | Belgique           | IAM                | + 10 s             |
| 8e                 | Richie Porte       | Australie          | BMC Racing         | + 12 s             |
| 9e                 | Arnaud Démare      | France             | FDJ                | + 14 s             |
| 10e                | Wilco Kelderman    | Pays-Bas           | Lotto NL-Jumbo     | + 15 s             |
| modifier           |                    |                    |                    |                    |

### 2eétape
Les 150 premiers kilomètres de l'étape sont légèrement vallonnés et en direction du sud-est, en passant par le premier sprint intermédiaire au km 25. Le sommet de la côte d'Estivareilles (1,7 km à 6,2 %), classée en troisième catégorie, est placé au km 164, la montée se prolonge un peu. La suite est assez plate. Le second sprint intermédiaire est disputé lors du premier passage sur la ligne d'arrivée. La boucle finale débute par une montée non-répertoriée. L'arrivée est jugée à Commentry, après 213,5 km de course depuis Contres, à travers le Loir-et-Cher, l'Indre, le Cher et l'Allier.
D'abord vainqueur de l'étape, le Français Nacer Bouhanni (Cofidis) a ensuite été déclassé par les commissaires de course à la dernière place de son groupe pour avoir bousculé l'Australien Michael Matthews (Orica-GreenEDGE) dans le sprint final. Ce dernier devient le lauréat de l'étape et garde logiquement sa place de leader du classement général.
| Classement de l'étape | Classement de l'étape | Classement de l'étape | Classement de l'étape | Classement de l'étape |
|                       | Coureur               | Pays                  | Équipe                | Temps                 |
| --------------------- | --------------------- | --------------------- | --------------------- | --------------------- |
| 1er                   | Michael Matthews      | Australie             | Orica-GreenEDGE       | en 5 h 4 min 26 s     |
| 2e                    | Niccolò Bonifazio     | Italie                | Trek-Segafredo        | + 0 s                 |
| 3e                    | Nacer Bouhanni        | France                | Cofidis               | + 0 s                 |
| 4e                    | Alexander Kristoff    | Norvège               | Katusha               | + 1 s                 |
| 5e                    | Arnaud Démare         | France                | FDJ                   | + 1 s                 |
| 6e                    | Ben Swift             | Royaume-Uni           | Sky                   | + 1 s                 |
| 7e                    | André Greipel         | Allemagne             | Lotto-Fix ALL         | + 1 s                 |
| 8e                    | Wouter Wippert        | Pays-Bas              | Cannondale            | + 1 s                 |
| 9e                    | Adrien Petit          | France                | Direct Énergie        | + 1 s                 |
| 10e                   | Jonas Van Genechten   | Belgique              | IAM                   | + 1 s                 |
| modifier              |                       |                       |                       |                       |

| Classement général | Classement général | Classement général | Classement général | Classement général |
|                    | Coureur            | Pays               | Équipe             | Temps              |
| ------------------ | ------------------ | ------------------ | ------------------ | ------------------ |
| 1er                | Michael Matthews   | Australie          | Orica-GreenEDGE    | en 9 h 41 min 46 s |
| 2e                 | Tom Dumoulin       | Pays-Bas           | Giant-Alpecin      | + 14 s             |
| 3e                 | Patrick Bevin      | Nouvelle-Zélande   | Cannondale         | + 19 s             |
| 4e                 | Ion Izagirre       | Espagne            | Movistar           | + 19 s             |
| 5e                 | Geraint Thomas     | Royaume-Uni        | Sky                | + 19 s             |
| 6e                 | Lieuwe Westra      | Pays-Bas           | Astana             | + 24 s             |
| 7e                 | Dries Devenyns     | Belgique           | IAM                | + 25 s             |
| 8e                 | Arnaud Démare      | France             | FDJ                | + 25 s             |
| 9e                 | Rafał Majka        | Pologne            | Tinkoff            | + 27 s             |
| 10e                | Richie Porte       | Australie          | BMC Racing         | + 27 s             |
| modifier           |                    |                    |                    |                    |

### 3eétape

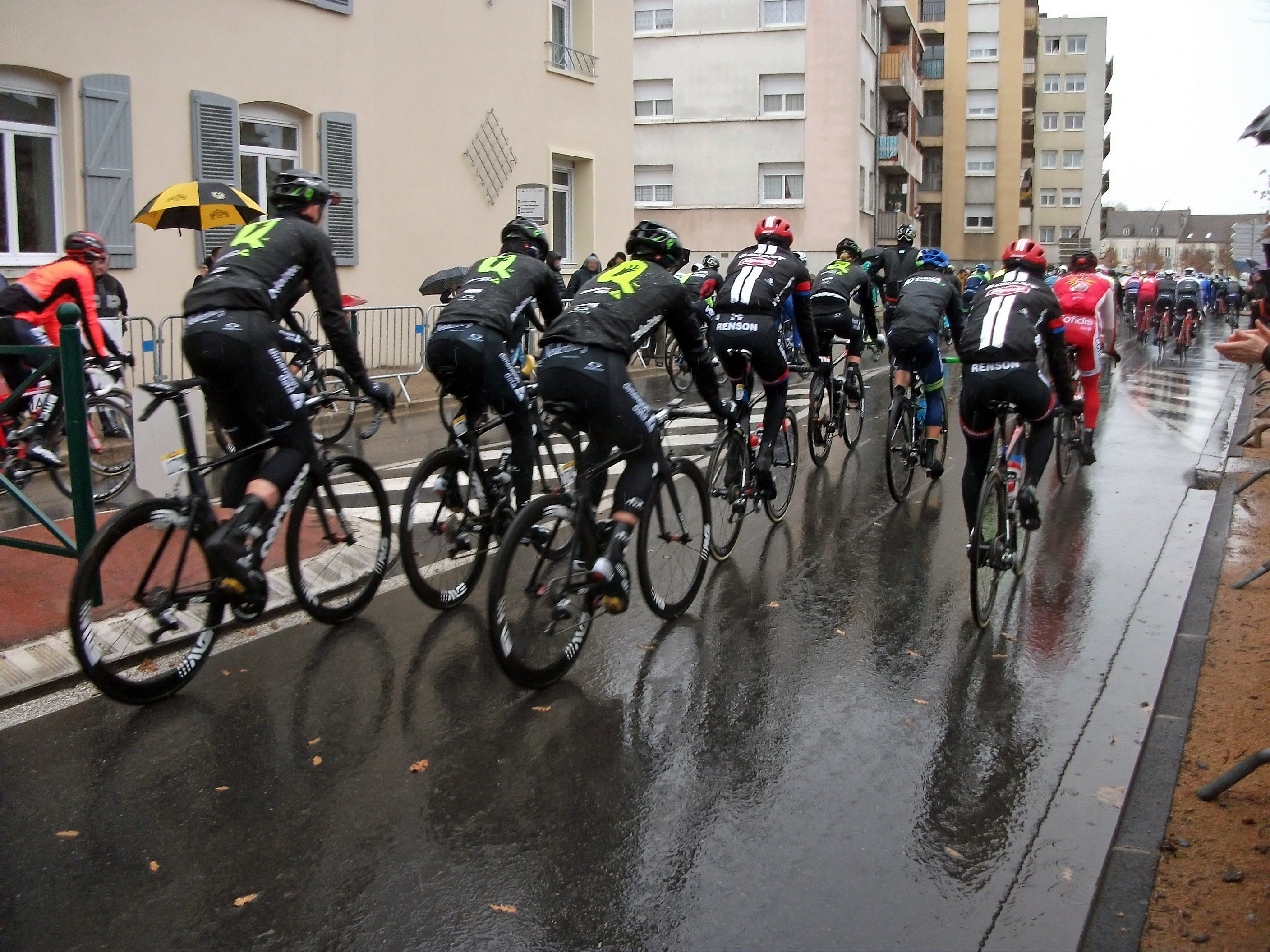
Les cyclistes peu après le départ de la troisième étape.

La première partie du parcours est vallonnée, avec notamment deux ascensions de troisième catégorie, en l'occurrence la côte de Vernay (2,3 km à 4,6 %) et la côte de Châteauneuf (2,4 km à 5 %), dont les sommets sont situés respectivement aux kilomètres 59,5 et 79,5. Après le premier sprint intermédiaire au km 84, la route emprunte le col des Écharmeaux (9,5 km à 3,1 %), classé en troisième catégorie et dont le sommet au km 96,5. Au vu des conditions climatiques, la neige rendant les routes trop glissantes, la course est neutralisée, en prévoyant de faire repartir les coureurs en bas de la descente du col du Fût d'Avenas à Villié-Morgon, à 42 kilomètres de l'arrivée. Faute de moyens logistiques pour transporter les coureurs, les cars des équipes étant partis vers l'arrivée, l'étape est finalement annulée. Les coureurs finissent l'étape dans les voitures d'équipes. Après la traversée de la zone de ravitaillement, le parcours prévu devait descendre, puis enchaîner deux nouvelles montées de troisième catégorie : la côte des Rochettes (3,1 km à 4,5 %), dont le sommet est placé au km 112, et le col du Fût d'Avenas (2,8 km à 3,7 %). Le sommet devait être franchi au km 117, les coureurs descendant vers le début du circuit final, 5 km plus loin. Devait s'ensuivre une boucle de 32 km, qui comprenait notamment l'ascension du Mont Brouilly (3 km à 7,7 %), classée en deuxième catégorie et dont le sommet est au km 136, le second sprint intermédiaire de Quincié-en-Beaujolais au km 142,5, avant fermer la boucle via la montée non-répertoriée du col du Truges. Le final de l'étape correspondait à la première partie de la boucle. L'arrivée devait se juger au sommet du Mont Brouilly, après 168 km de course depuis Cusset, à travers l'Allier, la Loire, la Saône-et-Loire et le Rhône.

### 4eétape
| Classement de l'étape | Classement de l'étape | Classement de l'étape | Classement de l'étape | Classement de l'étape |
|                       | Coureur               | Pays                  | Équipe                | Temps                 |
| --------------------- | --------------------- | --------------------- | --------------------- | --------------------- |
| 1er                   | Nacer Bouhanni        | France                | Cofidis               | en 4 h 42 min 29 s    |
| 2e                    | Edward Theuns         | Belgique              | Trek-Segafredo        | m.t                   |
| 3e                    | André Greipel         | Allemagne             | Lotto-Fix ALL         | m.t                   |
| 4e                    | Alexander Kristoff    | Norvège               | Katusha               | m.t                   |
| 5e                    | Michael Matthews      | Australie             | Orica-GreenEDGE       | m.t                   |
| 6e                    | Ben Swift             | Royaume-Uni           | Sky                   | m.t                   |
| 7e                    | Nikolas Maes          | Belgique              | Etixx-Quick Step      | m.t                   |
| 8e                    | Tony Gallopin         | France                | Lotto-Fix ALL         | m.t                   |
| 9e                    | Youcef Reguigui       | Algérie               | Dimension Data        | m.t                   |
| 10e                   | Roy Curvers           | Pays-Bas              | Giant-Alpecin         | m.t                   |
| modifier              |                       |                       |                       |                       |

| Classement général | Classement général | Classement général | Classement général | Classement général  |
|                    | Coureur            | Pays               | Équipe             | Temps               |
| ------------------ | ------------------ | ------------------ | ------------------ | ------------------- |
| 1er                | Michael Matthews   | Australie          | Orica-GreenEDGE    | en 14 h 24 min 15 s |
| 2e                 | Tom Dumoulin       | Pays-Bas           | Giant-Alpecin      | + 14 s              |
| 3e                 | Patrick Bevin      | Nouvelle-Zélande   | Cannondale         | + 19 s              |
| 4e                 | Ion Izagirre       | Espagne            | Movistar           | + 19 s              |
| 5e                 | Geraint Thomas     | Royaume-Uni        | Sky                | + 19 s              |
| 6e                 | Lieuwe Westra      | Pays-Bas           | Astana             | + 24 s              |
| 7e                 | Dries Devenyns     | Belgique           | IAM                | + 25 s              |
| 8e                 | Rafał Majka        | Pologne            | Tinkoff            | + 27 s              |
| 9e                 | Richie Porte       | Australie          | BMC Racing         | + 27 s              |
| 10e                | Tim Wellens        | Belgique           | Lotto-Fix ALL      | + 28 s              |
| modifier           |                    |                    |                    |                     |

### 5eétape

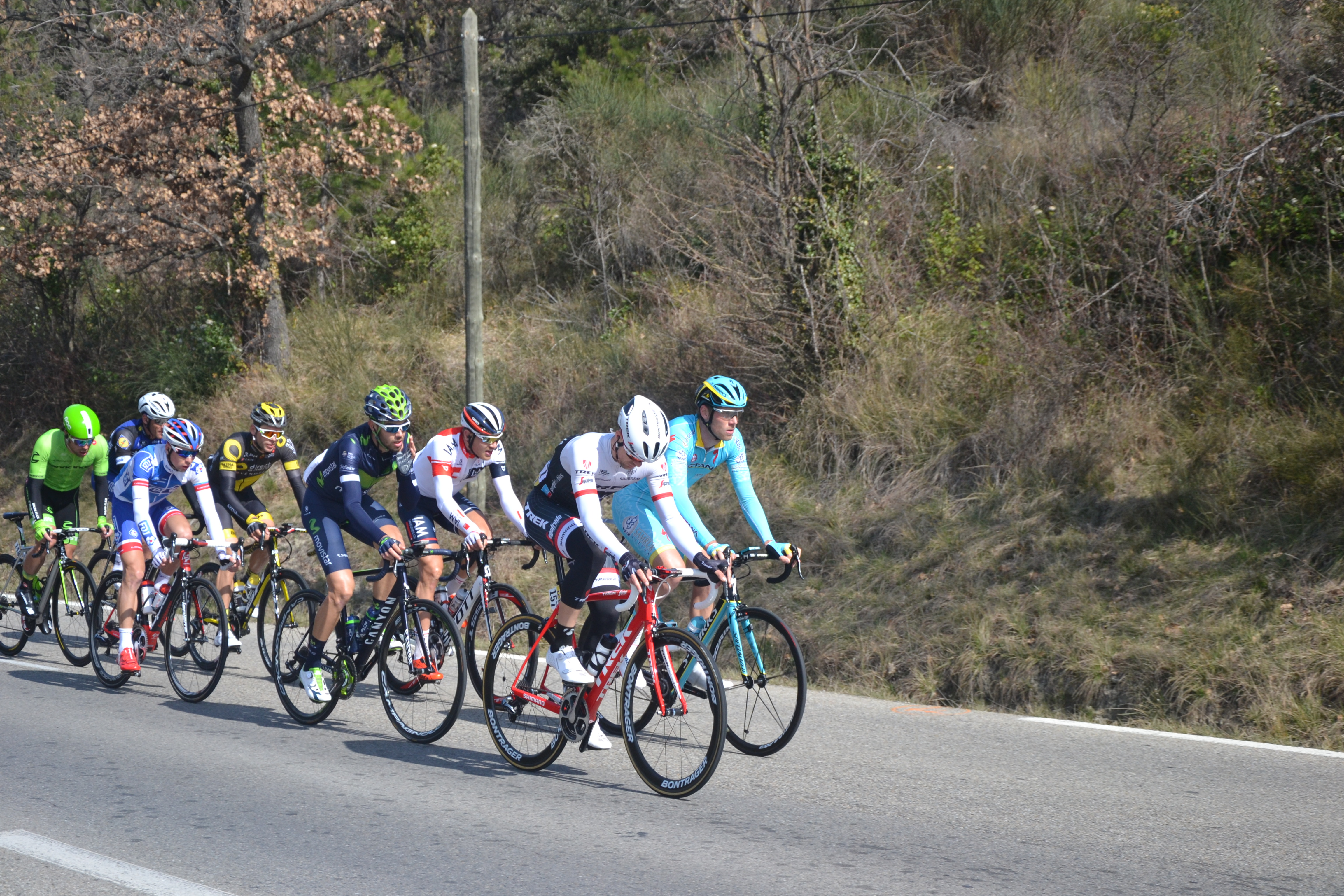
l'échappée à la sortie de Malaucène, dans le Vaucluse.

Le début de l'étape est légèrement vallonné, avec notamment le premier sprint intermédiaire au km 23,5 et le col de la Madeleine (1,6 km à 4,1 %), classé en troisième catégorie et dont le sommet est situé au km 49,5. Le point culminant de la Course au soleil sera atteint au km 71,5 à hauteur du Chalet Reynard (1 435 m d'altitude), sur les pentes du Mont Ventoux, au terme d'une ascension de première catégorie (9,5 km à 9,3 %). S'ensuivra une descente de près de 20 km, une montée non-répertoriée et une nouvelle longue descente. La route emprunte ensuite le col du Pointu (5,9 km à 4,1 %), classé en deuxième catégorie et dont le sommet est au km 131, la descente et une zone de plat, en passant par le second sprint intermédiaire au km 141. L'enchaînement de deux ascensions de deuxième catégorie sera alors programmé : le Col de Sainte Anne (4,2 km à 5,5 %) et le col de Sèze (1,7 km à 7,2 %), dont les sommets sont respectivement placés aux kilomètres 162 et 169,5. Le final de l'étape est plat, les tout derniers kilomètres sont en faux-plat descendant. L'arrivée est jugée à Salon-de-Provence, après 198 km de course depuis Saint-Paul-Trois-Châteaux, à travers la Drôme, le Vaucluse et les Bouches-du-Rhône.
L'arrivée est marquée par la victoire en solitaire du Kazakh Alexey Lutsenko (Astana), mais aussi par l'abandon de l'Allemand André Greipel (Lotto-Fix ALL), abandonnant dans l'ascension du mont Ventoux, alors qu'il avait terminé troisième lors de l'étape précédente.
| Classement de l'étape | Classement de l'étape | Classement de l'étape | Classement de l'étape        | Classement de l'étape |
|                       | Coureur               | Pays                  | Équipe                       | Temps                 |
| --------------------- | --------------------- | --------------------- | ---------------------------- | --------------------- |
| 1er                   | Alexey Lutsenko       | Kazakhstan            | Astana                       | en 5 h 0 min 26 s     |
| 2e                    | Alexander Kristoff    | Norvège               | Katusha                      | + 21 s                |
| 3e                    | Michael Matthews      | Australie             | Orica-GreenEDGE              | + 21 s                |
| 4e                    | Davide Cimolai        | Italie                | Lampre-Merida                | + 21 s                |
| 5e                    | Sep Vanmarcke         | Belgique              | Lotto NL-Jumbo               | + 21 s                |
| 6e                    | Pieter Serry          | Belgique              | Etixx-Quick Step             | + 21 s                |
| 7e                    | Vicente Reynés        | Espagne               | IAM                          | + 21 s                |
| 8e                    | Leonardo Duque        | Colombie              | Delko-Marseille Provence-KTM | + 21 s                |
| 9e                    | Oliver Naesen         | Belgique              | IAM                          | + 21 s                |
| 10e                   | Arnold Jeannesson     | France                | Cofidis                      | + 21 s                |
| modifier              |                       |                       |                              |                       |

| Classement général | Classement général | Classement général | Classement général | Classement général  |
|                    | Coureur            | Pays               | Équipe             | Temps               |
| ------------------ | ------------------ | ------------------ | ------------------ | ------------------- |
| 1er                | Michael Matthews   | Australie          | Orica-GreenEDGE    | en 19 h 24 min 58 s |
| 2e                 | Alexey Lutsenko    | Kazakhstan         | Astana             | + 6 s               |
| 3e                 | Tom Dumoulin       | Pays-Bas           | Giant-Alpecin      | + 18 s              |
| 4e                 | Patrick Bevin      | Nouvelle-Zélande   | Cannondale         | + 23 s              |
| 5e                 | Ion Izagirre       | Espagne            | Movistar           | + 23 s              |
| 6e                 | Geraint Thomas     | Royaume-Uni        | Sky                | + 23 s              |
| 7e                 | Lieuwe Westra      | Pays-Bas           | Astana             | + 28 s              |
| 8e                 | Dries Devenyns     | Belgique           | IAM                | + 29 s              |
| 9e                 | Rafał Majka        | Pologne            | Tinkoff            | + 31 s              |
| 10e                | Richie Porte       | Australie          | BMC Racing         | + 31 s              |
| modifier           |                    |                    |                    |                     |

### 6eétape

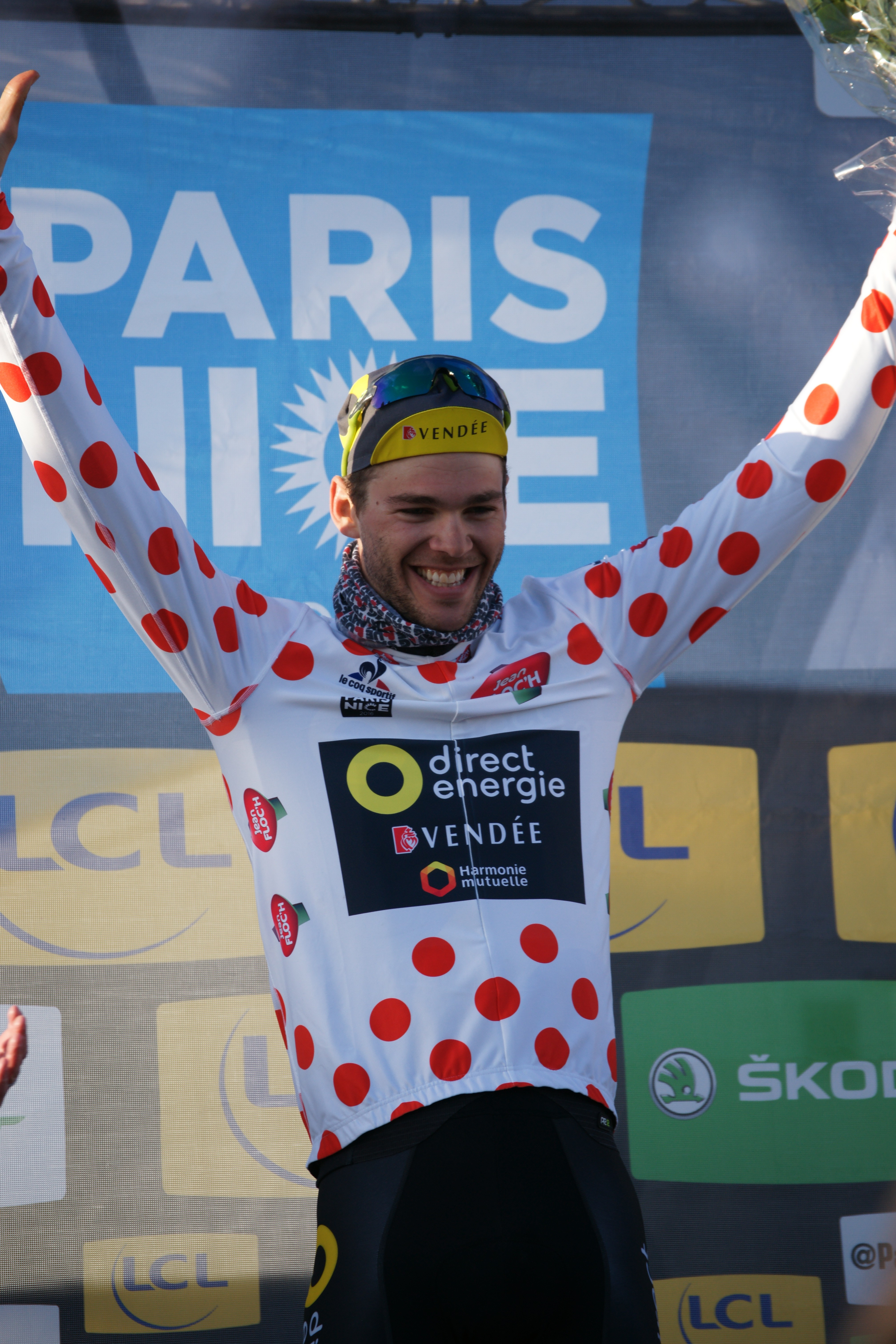
le Canadien Antoine Duchesne (Direct Énergie) s'empare du maillot de meilleur grimpeur.

Le début de parcours est assez vallonné, avec notamment la côte de Gattières (4,5 km à 4,8 %), classé en deuxième catégorie et dont le sommet est au km 10. À partir du km 33, la route s'élève, passe au km 50 au sommet de la côte de Coursegoules (11,5 km à 4,4 %), classée en deuxième catégorie, et se hisse jusqu'au premier sprint intermédiaire au km 52,5. Une descente de plus de 10 km est ensuite programmée, avant quelques kilomètres légèrement vallonnés et une plongée vers La Roque-en-Provence, au km 83. Les coureurs sont alors au pied de la côte de Sigale (7,3 km à 4,9 %), classée en deuxième catégorie, ils passent ensuite par une courte descente, un peu de plat et la côte d'Ascros (8,5 km à 5,4 %), classée en première catégorie et dont le sommet est situé au km 106,5. Après une longue descente dont la seconde partie est plus pentue, trois ascensions vont s'enchaîner dans les 40 derniers kilomètres. Ainsi, sont escaladés la côte de Levens (6,2 km à 5,5 %), classée en deuxième catégorie et dont le sommet est placé au km 145, la montée étant prolongée jusqu'au sprint intermédiaire au km 148,5, la côte de Duranus (1,6 km à 8,4 %), classée en deuxième catégorie et dont le sommet est au km 157, et l'ascension vers la Madone d'Utelle (15,3 km à 5,7 %), en haut de laquelle sera jugée l'arrivée, après 177 km de course depuis Nice, à travers les Alpes-Maritimes.
| Classement de l'étape | Classement de l'étape | Classement de l'étape | Classement de l'étape | Classement de l'étape |
|                       | Coureur               | Pays                  | Équipe                | Temps                 |
| --------------------- | --------------------- | --------------------- | --------------------- | --------------------- |
| 1er                   | Ilnur Zakarin         | Russie                | Katusha               | en 4 h 45 min 11 s    |
| 2e                    | Geraint Thomas        | Royaume-Uni           | Sky                   | + 0 s                 |
| 3e                    | Alberto Contador      | Espagne               | Tinkoff               | + 1 s                 |
| 4e                    | Richie Porte          | Australie             | BMC Racing            | + 7 s                 |
| 5e                    | Sergio Henao          | Colombie              | Sky                   | + 10 s                |
| 6e                    | Non attribuée         | -                     | -                     | -                     |
| 7e                    | Rui Costa             | Portugal              | Lampre-Merida         | + 31 s                |
| 8e                    | Romain Bardet         | France                | AG2R La Mondiale      | + 31 s                |
| 9e                    | Ion Izagirre          | Espagne               | Movistar              | + 31 s                |
| 10e                   | Tony Gallopin         | France                | Lotto-Fix ALL         | + 31 s                |
| modifier              |                       |                       |                       |                       |

| Classement général | Classement général | Classement général | Classement général | Classement général  |
|                    | Coureur            | Pays               | Équipe             | Temps               |
| ------------------ | ------------------ | ------------------ | ------------------ | ------------------- |
| 1er                | Geraint Thomas     | Royaume-Uni        | Sky                | en 24 h 10 min 26 s |
| 2e                 | Alberto Contador   | Espagne            | Tinkoff            | + 15 s              |
| 3e                 | Ilnur Zakarin      | Russie             | Katusha            | + 20 s              |
| 4e                 | Richie Porte       | Australie          | BMC Racing         | + 21 s              |
| 5e                 | Tom Dumoulin       | Pays-Bas           | Giant-Alpecin      | + 32 s              |
| 6e                 | Ion Izagirre       | Espagne            | Movistar           | + 37 s              |
| 7e                 | Sergio Henao       | Colombie           | Sky                | + 39 s              |
| 8e                 | Non attribuée      | -                  | -                  | -                   |
| 9e                 | Tony Gallopin      | France             | Lotto-Fix ALL      | + 51 s              |
| 10e                | Romain Bardet      | France             | AG2R La Mondiale   | + 1 min 0 s         |
| modifier           |                    |                    |                    |                     |

### 7eétape
Après un parcours en faux plat montant jusqu'au premier sprint intermédiaire au km 19, l'étape est vallonnée, avec notamment deux montées de troisième catégorie, à savoir la côte de Duranus (3,9 km à 4,3 %) et l'irrégulière côte de Levens (5,3 km à 3,1 %), dont les sommets sont respectivement situés aux kilomètres 33 et 41. Les coureurs enchaînent ensuite la côte de Châteauneuf (5,4 km à 4,4 %) et le col de Calaïson (6,3 km à 4,4 %), classés en deuxième catégorie et dont les sommets respectifs sont aux kilomètres 55,5 et 69,5. Puis, la route emprunte la descente et la côte de Peille (6,6 km à 6,8 %), classée en première catégorie. Une fois le sommet franchit au km 86,5, l'ascension se prolonge légèrement, puis les coureurs se dirigent vers le second sprint intermédiaire à La Turbie au km 97,5 et empruntent une bosse non-répertoriée, avant de plonger en direction du premier passage sur la ligne d'arrivée, au km 115. Le final est composé du col d'Èze (7,7 km à 5,7 %) et la descente jusqu'à l'arrivée, jugée sur la Promenade des Anglais à Nice, après 134 km de course depuis Nice, à travers les Alpes-Maritimes.
| Classement de l'étape | Classement de l'étape | Classement de l'étape | Classement de l'étape | Classement de l'étape |
|                       | Coureur               | Pays                  | Équipe                | Temps                 |
| --------------------- | --------------------- | --------------------- | --------------------- | --------------------- |
| 1er                   | Tim Wellens           | Belgique              | Lotto-Fix ALL         | en 3 h 16 min 9 s     |
| 2e                    | Alberto Contador      | Espagne               | Tinkoff               | + 0 s                 |
| 3e                    | Richie Porte          | Australie             | BMC Racing            | + 0 s                 |
| 4e                    | Tony Gallopin         | France                | Lotto-Fix ALL         | + 5 s                 |
| 5e                    | Non attribuée         | -                     | -                     | -                     |
| 6e                    | Arnold Jeannesson     | France                | Cofidis               | + 5 s                 |
| 7e                    | Rui Costa             | Portugal              | Lampre-Merida         | + 5 s                 |
| 8e                    | Jesús Herrada         | Espagne               | Movistar              | + 5 s                 |
| 9e                    | Romain Bardet         | France                | AG2R La Mondiale      | + 5 s                 |
| 10e                   | Ion Izagirre          | Espagne               | Movistar              | + 5 s                 |
| modifier              |                       |                       |                       |                       |

## Classements finals

### Classement général final
| Classement général final | Classement général final | Classement général final | Classement général final | Classement général final |
|                          | Coureur                  | Pays                     | Équipe                   | Temps                    |
| ------------------------ | ------------------------ | ------------------------ | ------------------------ | ------------------------ |
| 1er                      | Geraint Thomas           | Royaume-Uni              | Sky                      | en 27 h 26 min 40 s      |
| 2e                       | Alberto Contador         | Espagne                  | Tinkoff                  | + 4 s                    |
| 3e                       | Richie Porte             | Australie                | BMC Racing               | + 12 s                   |
| 4e                       | Ilnur Zakarin            | Russie                   | Katusha                  | + 20 s                   |
| 5e                       | Ion Izagirre             | Espagne                  | Movistar                 | + 37 s                   |
| 6e                       | Sergio Henao             | Colombie                 | Sky                      | + 44 s                   |
| 7e                       | Non attribuée            | -                        | -                        | -                        |
| 8e                       | Tony Gallopin            | France                   | Lotto-Fix ALL            | + 51 s                   |
| 9e                       | Romain Bardet            | France                   | AG2R La Mondiale         | + 1 min 0 s              |
| 10e                      | Rui Costa                | Portugal                 | Lampre-Merida            | + 1 min 7 s              |
| modifier                 |                          |                          |                          |                          |

### Classements annexes
| Classement par points | Classement par points | Classement par points | Classement par points | Classement par points |
| --------------------- | --------------------- | --------------------- | --------------------- | --------------------- |
|                       | Coureur               | Pays                  | Équipe                | Point(s)              |
| 1er                   | Michael Matthews      | Australie             | Orica-GreenEDGE       | 53 points             |
| 2e                    | Alberto Contador      | Espagne               | Tinkoff               | 23 pts                |
| 3e                    | Ben Swift             | Royaume-Uni           | Sky                   | 22 pts                |
| modifier              |                       |                       |                       |                       |

| Classement de la montagne | Classement de la montagne | Classement de la montagne | Classement de la montagne | Classement de la montagne |
| ------------------------- | ------------------------- | ------------------------- | ------------------------- | ------------------------- |
|                           | Coureur                   | Pays                      | Équipe                    | Point(s)                  |
| 1er                       | Antoine Duchesne          | Canada                    | Direct Énergie            | 78 points                 |
| 2e                        | Jesús Herrada             | Espagne                   | Movistar                  | 51 pts                    |
| 3e                        | Thomas De Gendt           | Belgique                  | Lotto-Fix ALL             | 49 pts                    |
| modifier                  |                           |                           |                           |                           |

| \| Classement par équipes[6] \| Classement par équipes[6] \| Classement par équipes[6] \| Classement par équipes[6] \| \| \| Équipe \| Pays \| Temps \| \| ------------------------- \| ------------------------- \| ------------------------- \| ------------------------- \| \| 1re \| Movistar \| Espagne \| en 82 h 30 min 40 s \| \| 2e \| Astana \| Kazakhstan \| + 41 s \| \| 3e \| Sky \| Royaume-Uni \| + 3 min 1 s \| \| modifier \| \| \| \| |          |             |                     |
| Classement par équipes |          |             |                     |
| | Équipe   | Pays        | Temps               |
| 1re | Movistar | Espagne     | en 82 h 30 min 40 s |
| 2e | Astana   | Kazakhstan  | + 41 s              |
| 3e | Sky      | Royaume-Uni | + 3 min 1 s         |
| modifier |          |             |                     |

### UCI World Tour
Ce Paris-Nice attribue des points pour l'UCI World Tour 2016, par équipes uniquement aux équipes ayant un label WorldTeam, individuellement uniquement aux coureurs des équipes ayant un label WorldTeam.
| Position           | 1er | 2e | 3e | 4e | 5e | 6e | 7e | 8e | 9e | 10e |
| Classement général | 100 | 80 | 70 | 60 | 50 | 40 | 30 | 20 | 10 | 4   |
| Par étape          | 6   | 4  | 2  | 1  | 1  |    |    |    |    |     |

| Rang | Coureur            | Équipe           | Points |
| ---- | ------------------ | ---------------- | ------ |
| 1    | Geraint Thomas     | Sky              | 104    |
| 2    | Alberto Contador   | Tinkoff          | 86     |
| 3    | Richie Porte       | BMC Racing       | 73     |
| 4    | Ilnur Zakarin      | Katusha          | 66     |
| 5    | Ion Izagirre       | Movistar         | 51     |
| 6    | Sergio Henao       | Sky              | 41     |
| 7    | Tony Gallopin      | Lotto-Fix ALL    | 21     |
| 8    | Michael Matthews   | Orica-GreenEDGE  | 16     |
| 9    | Romain Bardet      | AG2R La Mondiale | 10     |
| 10   | Arnaud Démare      | FDJ              | 7      |
| 11   | Alexander Kristoff | Katusha          | 6      |
| 11   | Alexey Lutsenko    | Astana           | 6      |
| 11   | Tim Wellens        | Lotto-Fix ALL    | 6      |
| 14   | Niccolò Bonifazio  | Trek-Segafredo   | 4      |
| 14   | Rui Costa          | Lampre-Merida    | 4      |
| 14   | Tom Dumoulin       | Giant-Alpecin    | 4      |
| 14   | Ben Swift          | Sky              | 4      |
| 14   | Edward Theuns      | Trek-Segafredo   | 4      |
| 19   | Patrick Bevin      | Cannondale       | 2      |
| 19   | André Greipel      | Lotto-Fix ALL    | 2      |
| 21   | Davide Cimolai     | Lampre-Merida    | 1      |
| 21   | Jesús Herrada      | Movistar         | 1      |
| 21   | Sep Vanmarcke      | Lotto NL-Jumbo   | 1      |

Le Britannique Simon Yates (Orica-GreenEDGE) avait initialement remporté 31 points avant l'annulation des résultats.

#### Classement individuel
Ci-dessous, le classement individuel de l'UCI World Tour à l'issue de la course.
| Rang | Coureur                 | Équipe          | Points |
| ---- | ----------------------- | --------------- | ------ |
| 1    | Richie Porte            | BMC Racing      | 159    |
| 2    | Sergio Henao            | Sky             | 115    |
| 3    | Simon Gerrans           | Orica-GreenEDGE | 112    |
| 4    | Geraint Thomas          | Sky             | 104    |
| 5    | Alberto Contador        | Tinkoff         | 86     |
| 6    | Jay McCarthy            | Tinkoff         | 68     |
| 7    | Ilnur Zakarin           | Katusha         | 66     |
| 8    | Michael Woods           | Cannondale      | 54     |
| 9    | Ion Izagirre            | Movistar        | 51     |
| 10   | Rubén Fernández Andújar | Movistar        | 40     |

#### Classement par pays
Ci-dessous, le classement par pays de l'UCI World Tour à l'issue de la course ainsi que le classement actualisé à la suite de l'annulation des résultats du Britannique Simon Yates (Orica-GreenEDGE).
| Rang | Pays        | Points |
| ---- | ----------- | ------ |
| 1    | Australie   | 367    |
| 2    | Espagne     | 199    |
| 3    | Royaume-Uni | 145    |
| 4    | Colombie    | 115    |
| 5    | Russie      | 67     |
| 6    | Canada      | 54     |
| 7    | Italie      | 44     |
| 8    | France      | 38     |
| 9    | Suisse      | 12     |
| 10   | Belgique    | 11     |

| Rang | Pays        | Points |
| ---- | ----------- | ------ |
| 1    | Australie   | 367    |
| 2    | Espagne     | 199    |
| 3    | Colombie    | 115    |
| 4    | Royaume-Uni | 114    |
| 5    | Russie      | 67     |
| 6    | Canada      | 54     |
| 7    | Italie      | 44     |
| 8    | France      | 38     |
| 9    | Suisse      | 12     |
| 10   | Belgique    | 11     |

#### Classement par équipes
Ci-dessous, le classement par équipes de l'UCI World Tour à l'issue de la course ainsi que le classement actualisé à la suite de l'annulation des résultats du Britannique Simon Yates (Orica-GreenEDGE).
| Rang | Équipe           | Points |
| ---- | ---------------- | ------ |
| 1    | Sky              | 227    |
| 2    | Orica-GreenEDGE  | 171    |
| 3    | BMC Racing       | 166    |
| 4    | Tinkoff          | 156    |
| 5    | Movistar         | 92     |
| 6    | Katusha          | 73     |
| 7    | Cannondale       | 62     |
| 8    | Lotto-Soudal     | 50     |
| 9    | AG2R La Mondiale | 40     |
| 10   | FDJ              | 18     |

| Rang | Équipe           | Points |
| ---- | ---------------- | ------ |
| 1    | Sky              | 227    |
| 2    | BMC Racing       | 166    |
| 3    | Tinkoff          | 156    |
| 4    | Orica-GreenEDGE  | 140    |
| 5    | Movistar         | 92     |
| 6    | Katusha          | 73     |
| 7    | Cannondale       | 62     |
| 8    | Lotto-Soudal     | 50     |
| 9    | AG2R La Mondiale | 40     |
| 10   | FDJ              | 18     |

## Évolution des classements
Le classement général, dont le leader porte le maillot jaune, s'établit en additionnant les temps réalisés à chaque étape, puis en ôtant d'éventuelles bonifications (10, 6 et 4 s à l'arrivée des 6 étapes en ligne et 3, 2 et 1 s à chaque sprint intermédiaire).
Le classement par points, dont le leader porte le maillot vert, est l'addition des points attribués à l'arrivée des étapes (25, 22, 20, 18 et 16 points, puis en ôtant 1 pt par place perdue jusqu'au 20e, qui reçoit donc 1 pt) et aux sprints intermédiaires (3, 2 et 1 points). En cas d'égalité de points, les critères de départage, dans l'ordre, sont : nombre de victoires d'étape, de sprints intermédiaires, classement général.
Le classement du meilleur grimpeur, dont le leader porte le maillot à pois, consiste en l'addition des points obtenus au sommet des ascensions de 1re (10, 8, 6, 4, 3, 2 et 1 pts), 2e (7, 5, 3, 2 et 1 pts) et 3e (4, 2 et 1 pts) catégorie. En cas d'égalité de points, les critères de départage, dans l'ordre, sont : nombre de premières places dans les ascensions de 1re, puis de 2e, enfin de 3e catégorie, classement général.
Le classement par équipes de l'étape est l'addition des trois meilleurs temps individuels de chaque équipe. En cas d'égalité, les critères de départage, dans l'ordre, sont : addition des places des 3 premiers coureurs des équipes concernées, place du meilleur coureur sur l'étape. Calculer le classement par équipes revient à additionner les classements par équipes de chaque étape. En cas d'égalité, les critères de départage, dans l'ordre, sont : nombre de premières places dans le classement par équipes du jour, nombre de deuxièmes places dans le classement par équipes du jour, etc., place au classement général du meilleur coureur des équipes concernées.
| Étape              | Vainqueur          | Classement général | Classement par points | Classement de la montagne | Classement par équipes |
| ------------------ | ------------------ | ------------------ | --------------------- | ------------------------- | ---------------------- |
| P                  | Michael Matthews   | Michael Matthews   | Michael Matthews      | Non décerné               | Movistar               |
| 1                  | Arnaud Démare      | Michael Matthews   | Michael Matthews      | Ion Izagirre              | Movistar               |
| 2                  | Michael Matthews   | Michael Matthews   | Michael Matthews      | Ion Izagirre              | Movistar               |
| 3                  | Étape annulée      | Michael Matthews   | Michael Matthews      | Ion Izagirre              | Movistar               |
| 4                  | Nacer Bouhanni     | Michael Matthews   | Michael Matthews      | Evaldas Šiškevičius       | Movistar               |
| 5                  | Alexey Lutsenko    | Michael Matthews   | Michael Matthews      | Jesús Herrada             | Astana                 |
| 6                  | Ilnur Zakarin      | Geraint Thomas     | Michael Matthews      | Antoine Duchesne          | Sky                    |
| 7                  | Tim Wellens        | Geraint Thomas     | Michael Matthews      | Antoine Duchesne          | Movistar               |
| Classements finals | Classements finals | Geraint Thomas     | Michael Matthews      | Antoine Duchesne          | Movistar               |

## Liste des participants
- Liste de départ complète

| Légende                             | Légende                                                                                         | Légende                         | Légende                                                                                                  |
| ----------------------------------- | ----------------------------------------------------------------------------------------------- | ------------------------------- | --- |
| Num                                 | Dossard de départ porté par le coureur sur ce Paris-Nice                                        | Pos                             | Position finale au classement général                                                                    |
| Leader du classement général        | Indique le vainqueur du classement général                                                      | Leader du classement par points | Indique le vainqueur du classement par points                                                            |
| Leader du classement de la montagne | Indique le vainqueur du classement de la montagne                                               |                                 | Indique un maillot de champion national ou mondial, suivi de sa spécialité                               |
| #                                   | Indique la meilleure équipe                                                                     | NP                              | Indique un coureur qui n'a pas pris le départ d'une étape, suivi du numéro de l'étape où il s'est retiré |
| AB                                  | Indique un coureur qui n'a pas terminé une étape, suivi du numéro de l'étape où il s'est retiré | HD                              | Indique un coureur qui a terminé une étape hors des délais, suivi du numéro de l'étape                   |
| DSQ                                 | Indique un coureur qui a été disqualifié de la course, suivi du numéro de l'étape               |                                 | |

| BMC Racing BMC                                     | BMC Racing BMC            | BMC Racing BMC |
| -------------------------------------------------- | ------------------------- | -------------- |
| Num                                                | Coureur                   | Pos            |
| 1                                                  | Richie Porte (AUS)        | 3e             |
| 2                                                  | Marcus Burghardt (GER)    | 64e            |
| 3                                                  | Philippe Gilbert (BEL)    | NP-3           |
| 4                                                  | Ben Hermans (BEL)         | 59e            |
| 5                                                  | Amaël Moinard (FRA)       | 55e            |
| 6                                                  | Michael Schär (SUI)       | 73e            |
| 7                                                  | Peter Velits (SVK)        | 75e            |
| 8                                                  | Danilo Wyss (SUI) (Route) | 46e            |
| Directeurs sportifs : Fabio Baldato, Yvon Ledanois |                           |                |

| Katusha KAT                                              | Katusha KAT              | Katusha KAT |
| -------------------------------------------------------- | ------------------------ | ----------- |
| Num                                                      | Coureur                  | Pos         |
| 11                                                       | Simon Špilak (SLO)       | 31e         |
| 12                                                       | Sven Erik Bystrøm (NOR)  | AB-6        |
| 13                                                       | Jacopo Guarnieri (ITA)   | AB-7        |
| 14                                                       | Pavel Kochetkov (RUS)    | 56e         |
| 15                                                       | Alexander Kristoff (NOR) | NP-7        |
| 16                                                       | Sergueï Lagoutine (RUS)  | 61e         |
| 17                                                       | Michael Mørkøv (DEN)     | AB-7        |
| 18                                                       | Ilnur Zakarin (RUS)      | 4e          |
| Directeurs sportifs : Dimitri Konyshev, Xavier Florencio |                          |             |

| Lampre-Merida LAM                                    | Lampre-Merida LAM              | Lampre-Merida LAM |
| ---------------------------------------------------- | ------------------------------ | ----------------- |
| Num                                                  | Coureur                        | Pos               |
| 21                                                   | Rui Costa (POR) (Route)        | 10e               |
| 22                                                   | Mário Costa (POR)              | 118e              |
| 23                                                   | Matteo Bono (ITA)              | 86e               |
| 24                                                   | Davide Cimolai (ITA)           | NP-7              |
| 25                                                   | Tsgabu Grmay (ETH) (Route/Clm) | 79e               |
| 26                                                   | Marko Kump (SLO)               | AB-5              |
| 27                                                   | Louis Meintjes (RSA)           | 22e               |
| 28                                                   | Luka Pibernik (SLO) (Route)    | 104e              |
| Directeurs sportifs : Philippe Mauduit, Mario Scirea |                                |                   |

| Sky SKY                                             | Sky SKY              | Sky SKY |
| --------------------------------------------------- | -------------------- | ------- |
| Num                                                 | Coureur              | Pos     |
| 31                                                  | Geraint Thomas (GBR) | 1er     |
| 32                                                  | Ian Boswell (USA)    | 70e     |
| 33                                                  | Sergio Henao (COL)   | 6e      |
| 34                                                  | Mikel Nieve (ESP)    | 28e     |
| 35                                                  | Nicolas Roche (IRL)  | 52e     |
| 36                                                  | Luke Rowe (GBR)      | 92e     |
| 37                                                  | Ian Stannard (GBR)   | 60e     |
| 38                                                  | Ben Swift (GBR)      | 34e     |
| Directeurs sportifs : Nicolas Portal, Gabriel Rasch |                      |         |

| Lotto-Fix ALL LTS                                 | Lotto-Fix ALL LTS     | Lotto-Fix ALL LTS |
| ------------------------------------------------- | --------------------- | ----------------- |
| Num                                               | Coureur               | Pos               |
| 41                                                | Tony Gallopin (FRA)   | 8e                |
| 42                                                | Lars Bak (DEN)        | 121e              |
| 43                                                | Thomas De Gendt (BEL) | 72e               |
| 44                                                | André Greipel (GER)   | AB-5              |
| 45                                                | Adam Hansen (AUS)     | 116e              |
| 46                                                | Jelle Vanendert (BEL) | 88e               |
| 47                                                | Tim Wellens (BEL)     | 14e               |
| 48                                                |                       |                   |
| Directeurs sportifs : Herman Frison, Marc Wauters |                       |                   |

| AG2R La Mondiale ALM                                  | AG2R La Mondiale ALM    | AG2R La Mondiale ALM |
| ----------------------------------------------------- | ----------------------- | -------------------- |
| Num                                                   | Coureur                 | Pos                  |
| 51                                                    | Romain Bardet (FRA)     | 9e                   |
| 52                                                    | Mikaël Cherel (FRA)     | 27e                  |
| 53                                                    | Axel Domont (FRA)       | 66e                  |
| 54                                                    | Ben Gastauer (LUX)      | 78e                  |
| 55                                                    | Cyril Gautier (FRA)     | 39e                  |
| 56                                                    | Alexis Gougeard (FRA)   | AB-5                 |
| 57                                                    | Pierre Latour (FRA)     | 76e                  |
| 58                                                    | Alexis Vuillermoz (FRA) | AB-3                 |
| Directeurs sportifs : Julien Jurdie, Stéphane Goubert |                         |                      |

| Orica-GreenEDGE OGE                                     | Orica-GreenEDGE OGE       | Orica-GreenEDGE OGE |
| ------------------------------------------------------- | ------------------------- | ------------------- |
| Num                                                     | Coureur                   | Pos                 |
| 61                                                      | Michael Matthews (AUS)    | 53e                 |
| 62                                                      | Michael Albasini (SUI)    | 102e                |
| 63                                                      | Sam Bewley (NZL)          | 130e                |
| 64                                                      | Mitchell Docker (AUS)     | 128e                |
| 65                                                      | Daryl Impey (RSA) (Clm)   | 51e                 |
| 66                                                      | Magnus Cort Nielsen (DEN) | 112e                |
| 67                                                      | Amets Txurruka (ESP)      | 101e                |
| 68                                                      | Simon Yates (GBR)         | DSQ-6               |
| Directeurs sportifs : David McPartland, Laurenzo Lapage |                           |                     |

| Tinkoff TNK                                       | Tinkoff TNK                 | Tinkoff TNK |
| ------------------------------------------------- | --------------------------- | ----------- |
| Num                                               | Coureur                     | Pos         |
| 71                                                | Alberto Contador (ESP)      | 2e          |
| 72                                                | Robert Kišerlovski (CRO)    | 58e         |
| 73                                                | Rafał Majka (POL)           | 21e         |
| 74                                                | Sérgio Paulinho (POR)       | NP-5        |
| 75                                                | Paweł Poljański (POL)       | 43e         |
| 76                                                | Matteo Tosatto (ITA)        | AB-7        |
| 77                                                | Yury Trofimov (RUS) (Route) | 49e         |
| 78                                                | Michael Valgren (DEN)       | 99e         |
| Directeurs sportifs : Ivan Basso, Steven de Jongh |                             |             |

| Etixx-Quick Step EQS                             | Etixx-Quick Step EQS        | Etixx-Quick Step EQS |
| ------------------------------------------------ | --------------------------- | -------------------- |
| Num                                              | Coureur                     | Pos                  |
| 81                                               | Tom Boonen (BEL)            | AB-7                 |
| 82                                               | David de la Cruz (ESP)      | 20e                  |
| 83                                               | Marcel Kittel (GER)         | AB-7                 |
| 84                                               | Nikolas Maes (BEL)          | AB-7                 |
| 85                                               | Fabio Sabatini (ITA)        | 119e                 |
| 86                                               | Pieter Serry (BEL)          | 25e                  |
| 87                                               | Niki Terpstra (NED) (Route) | 80e                  |
| 88                                               | Stijn Vandenbergh (BEL)     | AB-7                 |
| Directeurs sportifs : Jan Schaffrath, Tom Steels |                             |                      |

| FDJ                                                  | FDJ                        | FDJ  |
| ---------------------------------------------------- | -------------------------- | ---- |
| Num                                                  | Coureur                    | Pos  |
| 91                                                   | Arthur Vichot (FRA)        | AB-3 |
| 92                                                   | Arnaud Courteille (FRA)    | 103e |
| 93                                                   | Mickaël Delage (FRA)       | 111e |
| 94                                                   | Arnaud Démare (FRA)        | AB-4 |
| 95                                                   | Odd Christian Eiking (NOR) | 83e  |
| 96                                                   | Daniel Hoelgaard (NOR)     | 97e  |
| 97                                                   | Ignatas Konovalovas (LTU)  | 94e  |
| 98                                                   | Kévin Réza (FRA)           | 81e  |
| Directeurs sportifs : Thierry Bricaud, Franck Pineau |                            |      |

| Movistar # MOV                                            | Movistar # MOV                | Movistar # MOV |
| --------------------------------------------------------- | ----------------------------- | -------------- |
| Num                                                       | Coureur                       | Pos            |
| 101                                                       | Ion Izagirre (ESP)            | 5e             |
| 102                                                       | Imanol Erviti (ESP)           | 69e            |
| 103                                                       | Rubén Fernández Andújar (ESP) | 30e            |
| 104                                                       | Jesús Herrada (ESP)           | 41e            |
| 105                                                       | José Herrada (ESP)            | 37e            |
| 106                                                       | Gorka Izagirre (ESP)          | 19e            |
| 107                                                       | Juan José Lobato (ESP)        | AB-2           |
| 108                                                       | José Joaquín Rojas (ESP)      | AB-5           |
| Directeurs sportifs : José Luis Arrieta, José Luis Laguía |                               |                |

| Astana AST                                                 | Astana AST                  | Astana AST |
| ---------------------------------------------------------- | --------------------------- | ---------- |
| Num                                                        | Coureur                     | Pos        |
| 111                                                        | Luis León Sánchez (ESP)     | 17e        |
| 112                                                        | Lars Boom (NED)             | AB-6       |
| 113                                                        | Daniil Fominykh (KAZ)       | AB-7       |
| 114                                                        | Dmitriy Gruzdev (KAZ)       | 85e        |
| 115                                                        | Tanel Kangert (EST)         | 26e        |
| 116                                                        | Alexey Lutsenko (KAZ) (Clm) | 71e        |
| 117                                                        | Diego Rosa (ITA)            | 36e        |
| 118                                                        | Lieuwe Westra (NED)         | 15e        |
| Directeurs sportifs : Dmitriy Fofonov, Giuseppe Martinelli |                             |            |

| Giant-Alpecin TGA                                     | Giant-Alpecin TGA          | Giant-Alpecin TGA |
| ----------------------------------------------------- | -------------------------- | ----------------- |
| Num                                                   | Coureur                    | Pos               |
| 121                                                   | Tom Dumoulin (NED)         | 12e               |
| 122                                                   | Roy Curvers (NED)          | 100e              |
| 123                                                   | Koen de Kort (NED)         | AB-7              |
| 124                                                   | Simon Geschke (GER)        | 23e               |
| 125                                                   | Ji Cheng (CHN)             | AB-6              |
| 126                                                   | Tobias Ludvigsson (SWE)    | 84e               |
| 127                                                   | Georg Preidler (AUT) (Clm) | 63e               |
| 128                                                   | Laurens ten Dam (NED)      | 122e              |
| Directeurs sportifs : Arthur van Dongen, Aike Visbeek |                            |                   |

| Cofidis COF                                         | Cofidis COF              | Cofidis COF |
| --------------------------------------------------- | ------------------------ | ----------- |
| Num                                                 | Coureur                  | Pos         |
| 131                                                 | Nacer Bouhanni (FRA)     | AB-6        |
| 132                                                 | Jérôme Cousin (FRA)      | AB-7        |
| 133                                                 | Arnold Jeannesson (FRA)  | 11e         |
| 134                                                 | Christophe Laporte (FRA) | AB-6        |
| 135                                                 | Cyril Lemoine (FRA)      | AB-7        |
| 136                                                 | Luis Ángel Maté (ESP)    | 54e         |
| 137                                                 | Julien Simon (FRA)       | 109e        |
| 138                                                 | Geoffrey Soupe (FRA)     | AB-7        |
| Directeurs sportifs : Didier Rous, Jean-Luc Jonrond |                          |             |

| Cannondale CPT                                        | Cannondale CPT              | Cannondale CPT |
| ----------------------------------------------------- | --------------------------- | -------------- |
| Num                                                   | Coureur                     | Pos            |
| 141                                                   | Pierre Rolland (FRA)        | 18e            |
| 142                                                   | Patrick Bevin (NZL) (Clm)   | NP-7           |
| 143                                                   | Matti Breschel (DEN)        | 89e            |
| 144                                                   | Lawson Craddock (USA)       | 16e            |
| 145                                                   | Tom-Jelte Slagter (NED)     | 33e            |
| 146                                                   | Andrew Talansky (USA) (Clm) | AB-6           |
| 147                                                   | Dylan van Baarle (NED)      | 57e            |
| 148                                                   | Wouter Wippert (NED)        | AB-6           |
| Directeurs sportifs : Charles Wegelius, Andreas Klier |                             |                |

| Trek-Segafredo TFS                                 | Trek-Segafredo TFS      | Trek-Segafredo TFS |
| -------------------------------------------------- | ----------------------- | ------------------ |
| Num                                                | Coureur                 | Pos                |
| 151                                                | Fränk Schleck (LUX)     | AB-5               |
| 152                                                | Fumiyuki Beppu (JPN)    | 120e               |
| 153                                                | Niccolò Bonifazio (ITA) | 95e                |
| 154                                                | Laurent Didier (LUX)    | 82e                |
| 155                                                | Fabio Felline (ITA)     | 44e                |
| 156                                                | Grégory Rast (SUI)      | 91e                |
| 157                                                | Edward Theuns (BEL)     | 106e               |
| 158                                                | Boy van Poppel (NED)    | AB-5               |
| Directeurs sportifs : Kim Andersen, Alain Gallopin |                         |                    |

| Direct Énergie DEN                                      | Direct Énergie DEN     | Direct Énergie DEN |
| ------------------------------------------------------- | ---------------------- | ------------------ |
| Num                                                     | Coureur                | Pos                |
| 161                                                     | Sylvain Chavanel (FRA) | 32e                |
| 162                                                     | Lilian Calmejane (FRA) | 24e                |
| 163                                                     | Antoine Duchesne (CAN) | 50e                |
| 164                                                     | Adrien Petit (FRA)     | 117e               |
| 165                                                     | Alexandre Pichot (FRA) | 115e               |
| 166                                                     | Perrig Quéméneur (FRA) | 93e                |
| 167                                                     | Angélo Tulik (FRA)     | 74e                |
| 168                                                     | Thomas Voeckler (FRA)  | 67e                |
| Directeurs sportifs : Benoît Génauzeau, Lylian Lebreton |                        |                    |

| Dimension Data DDD                                            | Dimension Data DDD               | Dimension Data DDD |
| ------------------------------------------------------------- | -------------------------------- | ------------------ |
| Num                                                           | Coureur                          | Pos                |
| 171                                                           | Serge Pauwels (BEL)              | 48e                |
| 172                                                           | Matthew Brammeier (IRL)          | 129e               |
| 173                                                           | Tyler Farrar (USA)               | 126e               |
| 174                                                           | Nathan Haas (AUS)                | AB-4               |
| 175                                                           | Jacques Janse van Rensburg (RSA) | NP-7               |
| 176                                                           | Youcef Reguigui (ALG)            | AB-6               |
| 177                                                           | Daniel Teklehaimanot (ERI) (Clm) | AB-3               |
| 178                                                           | Jay Robert Thomson (RSA)         | 125e               |
| Directeurs sportifs : Alex Sans Vega, Jean-Pierre Heynderickx |                                  |                    |

| Lotto NL-Jumbo TLJ                               | Lotto NL-Jumbo TLJ          | Lotto NL-Jumbo TLJ |
| ------------------------------------------------ | --------------------------- | ------------------ |
| Num                                              | Coureur                     | Pos                |
| 181                                              | Wilco Kelderman (NED) (Clm) | 13e                |
| 182                                              | George Bennett (NZL)        | 45e                |
| 183                                              | Victor Campenaerts (BEL)    | 113e               |
| 184                                              | Steven Kruijswijk (NED)     | 38e                |
| 185                                              | Paul Martens (GER)          | 107e               |
| 186                                              | Bram Tankink (NED)          | 77e                |
| 187                                              | Jos van Emden (NED)         | 110e               |
| 188                                              | Sep Vanmarcke (BEL)         | 96e                |
| Directeurs sportifs : Frans Maassen, Addy Engels |                             |                    |

| IAM                                               | IAM                        | IAM  |
| ------------------------------------------------- | -------------------------- | ---- |
| Num                                               | Coureur                    | Pos  |
| 191                                               | Jérôme Coppel (FRA) (Clm)  | NP-2 |
| 192                                               | Matthias Brändle (AUT)     | 131e |
| 193                                               | Stefan Denifl (AUT)        | AB-5 |
| 194                                               | Dries Devenyns (BEL)       | 40e  |
| 195                                               | Vegard Stake Laengen (NOR) | AB-6 |
| 196                                               | Oliver Naesen (BEL)        | 42e  |
| 197                                               | Vicente Reynés (ESP)       | 65e  |
| 198                                               | Jonas Van Genechten (BEL)  | 127e |
| Directeurs sportifs : Lionel Marie, Eddy Seigneur |                            |      |

| Fortuneo-Vital Concept FVC                             | Fortuneo-Vital Concept FVC         | Fortuneo-Vital Concept FVC |
| ------------------------------------------------------ | ---------------------------------- | -------------------------- |
| Num                                                    | Coureur                            | Pos                        |
| 201                                                    | Chris Anker Sørensen (DEN) (Route) | 35e                        |
| 202                                                    | Anthony Delaplace (FRA)            | 98e                        |
| 203                                                    | Pierrick Fédrigo (FRA)             | NP-3                       |
| 204                                                    | Julien Loubet (FRA)                | 87e                        |
| 205                                                    | Daniel McLay (GBR)                 | AB-6                       |
| 206                                                    | Pierre-Luc Périchon (FRA)          | AB-2                       |
| 207                                                    | Steven Tronet (FRA)                | 123e                       |
| 208                                                    | Florian Vachon (FRA)               | 62e                        |
| Directeurs sportifs : Sébastien Hinault, Denis Leproux |                                    |                            |

| Delko-Marseille Provence-KTM DMP                         | Delko-Marseille Provence-KTM DMP | Delko-Marseille Provence-KTM DMP |
| -------------------------------------------------------- | -------------------------------- | -------------------------------- |
| Num                                                      | Coureur                          | Pos                              |
| 211                                                      | Rémy Di Grégorio (FRA)           | 90e                              |
| 212                                                      | Romain Combaud (FRA)             | 105e                             |
| 213                                                      | Daniel Díaz (ARG)                | 124e                             |
| 214                                                      | Leonardo Duque (COL)             | 68e                              |
| 215                                                      | Delio Fernández (ESP)            | 29e                              |
| 216                                                      | Thierry Hupond (FRA)             | 108e                             |
| 217                                                      | Quentin Pacher (FRA)             | 47e                              |
| 218                                                      | Evaldas Šiškevičius (LTU)        | 114e                             |
| Directeurs sportifs : Frédéric Rostaing, Gilles Pauchard |                                  |                                  |